# أليس ألبي
الأليس الألبي أو آلوسن نوع نباتي حولي يتبع جنس الأليس من الفصيلة الصليبية.

## البيئة والانتشار
موطنه جنوب غرب أوروبا والمغرب العربي. ينتشر في إيطاليا وألبانيا وسويسرا وألمانيا وفرنسا وإسبانيا.